# Mosche Raz

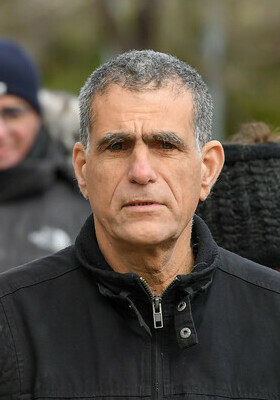
Mosche Raz, 2022

Mosche „Mossi“ Raz (hebräisch מֹשֶׁה „מוּסִי“ רָז; geboren am 19. Dezember 1965 in Jerusalem) ist ein israelischer Politiker und Friedensaktivist. Er war zwischen 2000 und 2022 dreimal als Abgeordneter der Meretz-Partei Mitglied der Knesset.

## Leben
Raz wurde als Sohn jüdisch-kurdischer Eltern in Jerusalem geboren. Er diente im israelischen Militär als Offizier in der Elite-Einheit Maglan. Später wurde er zum Friedensaktivisten bei Peace Now und zwischenzeitlich deren Generaldirektor.

## Politische Karriere
Raz ist Mitglied der Meretz-Partei, für die er von 2000 bis 2003, 2017 bis 2019 und 2021 bis 2022 als Abgeordneter in der Knesset saß. In seinen ersten beiden Amtsperioden zog er nachträglich in die Knesset ein, da die ursprünglich gewählten Abgeordneten ihre Sitze aufgaben.

## Positionen
Raz setzt sich unter anderem für die arabisch-jüdische Koexistenz in Israel, ein Ende der Besatzung und ökologische Nachhaltigkeit ein.